# Праксиноскоп

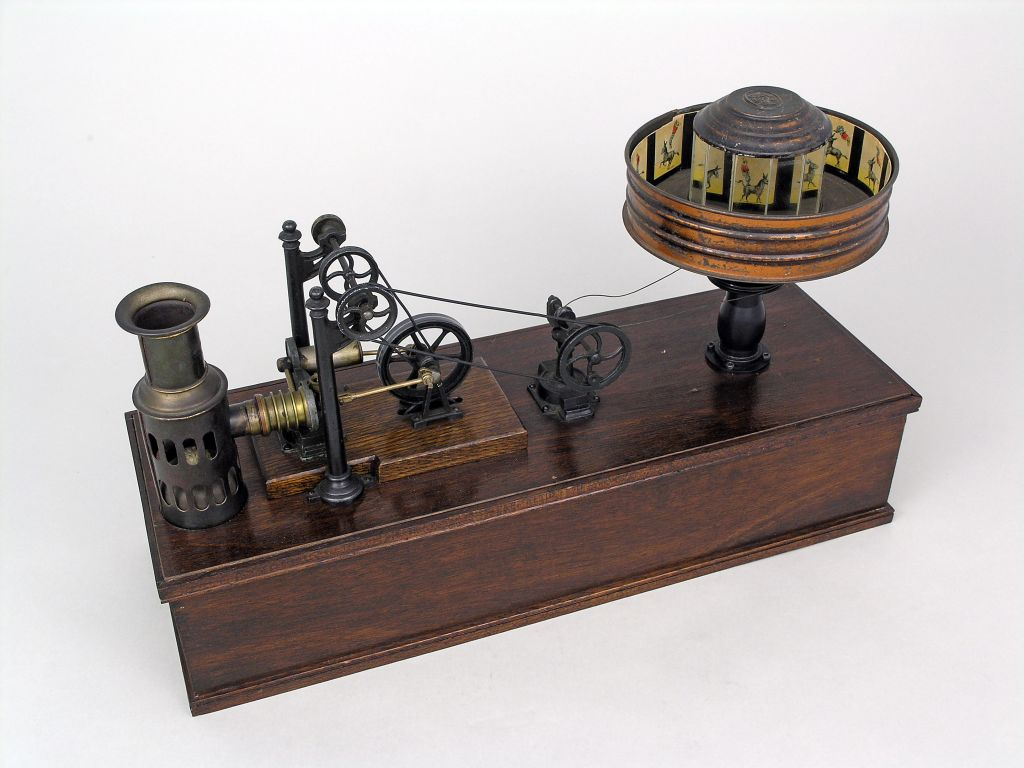
Праксиноскоп, зроблений Ернст Планк (м. Нюрнберг, Німеччина), де за рушій — мініатюрний двигун на гарячому повітрі. Зараз знаходиться в колекції Бірмінгемський науковий музей

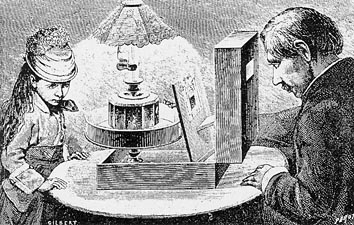
Праксиноскоп — театр Рейно, 1880 р.

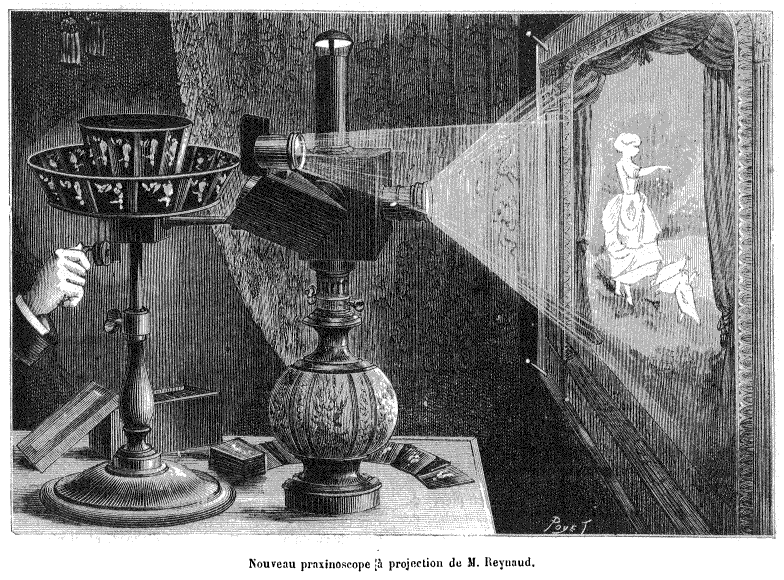
«Оптичний театр», 1882 р.

Праксиноскоп (від грец. πρᾶξις — «дія» та σκοπέω — «дивлюся») — оптичний прилад, запатентований Емілем Рено (фр. Emile Reynaud) 30 серпня 1877 року. Створений на основі зоотропа та фенакістископа, праксиноскоп став основою технології кінематографа.
Прилад складається з відкритого циліндра з висотою стінок близько 10 сантиметрів. На внутрішній стороні циліндра розміщена смуга з 8 або 12 мініатюрами. У центрі циліндра розміщена дзеркальна призма, число сторін якої відповідає числу мініатюр. Внутрішній радіус призми становить половину радіуса циліндра. Таким чином, кожна мініатюра відбивається у відповідній грані призми, при обертанні циліндра виникає анімаційний ефект плавного руху.
Спеціальний дерев'яний кожух з оглядовим вікном та декоративною панеллю із зображеними на ній театральними лаштунками посилює ефект та має назву «оптичний театр».